# Taras Łesiuk
Taras Łesiuk (ukr Тарас Лесюк; ur. 21 sierpnia 1996 w Iwano-Frankiwsku) – ukraiński biathlonista.
Po raz pierwszy na arenie międzynarodowej pojawił się w 2017 roku, kiedy wystąpił na mistrzostwach świata juniorów w Osbrblie. Był tam między innymi szósty w sztafecie.
W Pucharze Świata zadebiutował 7 lutego 2019 roku w Canmore, zajmując 32. miejsce w biegu indywidualnym, gdzie również zdobył swoje pierwsze punkty w Pucharze Świata.

## Osiągnięcia

### Mistrzostwa świata
| Rok  | Miejscowość | Konkurencje | Konkurencje | Konkurencje | Konkurencje | Konkurencje | Konkurencje | Konkurencje |
| Rok  | Miejscowość | IN          | SP          | PU          | MS          | RL          | MR          | SR          |
| ---- | ----------- | ----------- | ----------- | ----------- | ----------- | ----------- | ----------- | ----------- |
| 2024 | Nové Město  | 73.         | 67.         | –           | –           | –           | –           | –           |
| 2025 | Lenzerheide | –           | 65.         | –           | –           | 8.          | –           | –           |

### Mistrzostwa świata juniorów
| Rok  | Miejscowość | Konkurencje | Konkurencje | Konkurencje | Konkurencje | Konkurencje | Konkurencje | Konkurencje |
| Rok  | Miejscowość | IN          | SP          | PU          | MS          | RL          | MR          | SR          |
| ---- | ----------- | ----------- | ----------- | ----------- | ----------- | ----------- | ----------- | ----------- |
| 2017 | Osrblie     | 57.         | 25.         | 30.         | nd.         | 6.          | nd.         | –           |

### Mistrzostwa Europy
| Rok  | Miejscowość | Konkurencje | Konkurencje | Konkurencje | Konkurencje | Konkurencje | Konkurencje | Konkurencje |
| Rok  | Miejscowość | IN          | SP          | PU          | MS          | RL          | MR          | SR          |
| ---- | ----------- | ----------- | ----------- | ----------- | ----------- | ----------- | ----------- | ----------- |
| 2018 | Ridnaun     | 48.         | nd.         | nd.         | nd.         | nd.         | nd.         | –           |

### Puchar Świata

#### Miejsca w klasyfikacji generalnej
| Sezon     | Miejsce |
| --------- | ------- |
| 2018/2019 | 93.     |
| 2022/2023 | 78.     |
| 2023/2024 | 80.     |
| 2024/2025 | 74.     |